# Amilcar Type CV
Der Amilcar Type CV (kurz Amilcar CV) war ein Pkw der französischen Marke Amilcar.

## Beschreibung
Das Fahrzeug wurde im Oktober 1922 auf dem Pariser Autosalon präsentiert. Es basierte auf dem Amilcar Type CC. Der Vierzylindermotor hatte 57 mm Bohrung, 95 mm Hub und 970 cm³ Hubraum. Das ergab eine Einstufung mit 6 Cheval fiscal. Der Motor leistete 18 PS. Der Motor war wassergekühlt nach dem Prinzip Thermosiphon.
Das Fahrgestell entsprach dem Type CC. Der Radstand betrug 231 cm und die Spurweite 110 cm. Die Motorleistung wurde über eine Kardanwelle an die Hinterachse übertragen. Es gab weder ein Differentialgetriebe noch Vorderradbremsen.
Einzige bekannte Karosserieform war ein zweisitziger Roadster. Die Sitze waren in vielen Fällen leicht versetzt angeordnet und die Windschutzscheibe in V-Form ausgeführt.
1923 folgte bereits der Nachfolger Amilcar Type CS mit einem etwas größeren Motor.